# Баймурзин, Рахмет Идрисович
Рахмет Идрисович Баймурзин (баш. Рәхмәт Иҙрис улы Баймырҙин; 15 марта 1911, Старомунасипово — 17 марта 1980) — участник Великой Отечественной войны. Награждён медалью «За боевые заслуги» (1945).

## Биография
Рахмет Идрисович Баймурзин родился в 1911 году в деревне Старомунасипово Орского уезда Оренбургской губернии (ныне Бурзянский район Республики Башкортостан). В 1920-е и 1939 — 1940 годы находился на комсомольской работе. В 1920 году был секретарём старомунасиповской сельской комсомольской ячейки. В 1931 — 1935 годах — председатель промыслового колхоза имени Карла Маркса. В 1938 году окончил Башкирскую Высшую коммунистическую сельскохозяйственную школу в городе Уфе. В 1939 — 1940 годах — 1-й секретарь райкома ВЛКСМ. С 1940 по 1959 год подряд (3 раза) избирался депутатом Бурзянского совета трудящихся Башкирской АССР. В 1942 году был призван на Великую Отечественную войну. Демобилизовался в ноябре 1945 года. С 1945 по 1948 годы заведовал районным отделом народного образования. В 1948 году — заместитель председателя исполкома Бурзянского райсовета. В 1955 году — председатель колхоза имени Сталина. В 1960 — 1971 годах работал в министерстве лесного хозяйства БАССР.
Умер 17 марта 1980 года и похоронен на кладбище села Старомунасипова.

## Награды
- Медаль «За боевые заслуги»
- Орден «Знак Почёта» (1944)
- Медаль «За доблестный труд в Великой Отечественной войне 1941—1945 гг.»
- Медаль «За победу над Германией в Великой Отечественной войне 1941—1945 гг.»
- Медаль «За доблестный труд в ознаменование 100-летия со дня рождения Владимира Ильича Ленина» (1970)